# Компаниец, Николай Павлович
Компаниец Николай Павлович  (1909, село Коцурбовка или село Ольховка, Таганрогский округ, область Войска Донского — 1977, город Киев) — советский и компартийный деятель, депутат Верховного Совета УССР 1-го созыва. Член ЦК КП(б)Украины в 1938—1949 годах.

## Биография
Родился в семье железнодорожного машиниста. Окончил семилетнюю школу, с 1925 до 1927 г. учился в школе ФЗУ в городе Сталино, участвовал в рабочей театрализованной бригаде «Синяя блуза». В 1927—1929 гг. работал на коксохимзаводе в Ольховке, организовывал драматические кружки на заводе и на шахте. В 1929—1931 гг. работал на шахте и учился на рабочем факультете в городе Красный Луч.
Член ВКП(б) с 1931 года.
В 1931—1937 годах — студент электромеханического факультета Днепропетровского горного института. В 1937 году учился в аспирантуре при кафедре горных машин Днепропетровского горного института, возглавлял комсомольскую организацию Днепропетровского горного института.
С 1937 года — начальник Днепропетровского областного Управления по делам искусств. 26 июня 1938 года был избран депутатом Верховного Совета УССР 1-го созыва от Ново-Запорожского избирательного округа Днепропетровской области.
В 1938—1944 г.  — начальник Управления по делам искусств при Совете народных комиссаров Украинской ССР. Во время Великой Отечественной войны в 1941 году был уполномоченным Военного совета Юго-Западного фронта. В 1944—1945 г.  — заместитель начальника Управления по делам искусств при Совете народных комиссаров УССР.
В 1945—1947 г.  — председатель Комитета по делам искусств при Совете Министров УССР.
В 1947—1949 г.  — директор Киевского театра оперы и балета имени Тараса Шевченко.
В 1952 году окончил Высшую партийную школу при ЦК ВКП(б).
В 1952—1969 г.  — заместитель председателя Комитета по делам искусств при Совете Министров УССР; начальник Главного управления по делам искусств, начальник Управления театров Министерства культуры Украинской ССР; директор Киевского украинского драматического театра имени Ивана Франко; директор Киевской студии телевидения; старший редактор Комитета по радиовещанию и телевидению при Совете Министров УССР.
С 1969 — персональный пенсионер республиканского значения. В 1969—1973 г.  — 1-й заместитель председателя правления Украинского театрального общества. Умер в октябре 1977 года в городе Киеве.

## Награды
- орден Знак Почета
- медали